# Tjeckiens Davis Cup-lag
Tjeckiens Davis Cup-lag styrs av tjeckiska tennisförbundet och representerar Tjeckien i tennisturneringen Davis Cup, tidigare International Lawn Tennis Challenge. Tjeckien debuterade i sammanhanget 1993, efter tjeckoslovakiska skilsmässan. 2009 slutade laget tvåa, och 2012 vann man turneringen, en titel man 2013 försvarade.